# Kapatagan (Lanao do Norte)
Kapatagan é um município de  segunda classe de renda municipal (d) na província Lanao do Norte, nas Filipinas. De acordo com o censo de 1 de maio  de  2020 possui uma população de 62 571 pessoas e 15 858 domicílios.